# Beatrica Burbonska
Beatrica (fra. Béatrice de Bourgogne, eng. Beatrice of Burgundy; 1257. – 1. listopada 1310.) bila je burgundska plemkinja, gospa i nasljednica Bourbona; supruga francuskog princa Roberta Capeta, koji je bio grof Clermonta. Njezini roditelji su bili plemić Ivan Burgundski (1231. – 1268.) – sin Huga IV. Burgundskog te unuk gospe Alise – i njegova žena, Agneza od Dampierrea, dama Bourbona (Agnès de Dampierre).

## Brak
Godine 1272., Beatrica se udala za princa Roberta, sina kralja Luja IX. Svetoga; oni su osnovali Dinastiju Burbonaca. Imali su šestero djece:
- Luj I. Burbonski
- Blanka (1281. — 1304.)
- Ivan od Charolaisa (1283. — 1322.)
- Marija[3] (? — 17. ožujka 1372.)
- Petar (1287. — ?)
- Margareta (1289. — 1309.)

## Izgled
Talijanski kroničari Ottone i Acerbo Morena opisali su Beatricu u kronici zvanoj Historia Frederici I kao vrlo lijepu ženu plave kose.